# Bobičasta gušavica
Bobičasta gušavica (lat. Silene baccifera, sin. Cucubalus baccifer), vrsta pušine, trajnice iz porodice klinčićevki. Nekada je bila ukljućivana u danas nepriznat rod gušavica (Cucubalus), pa joj je otuda ostalo i ime.
Ljekovita je biljka raširena po Europi i Aziji, raste i u Hrvatskoj, gdje joj je uobičajen naziv gušavica. Stabljika je razgranata, naraste oko 1 metar, ali i više. Listovi su ovalni, ušiljenog vrha i nasuprotni. Cvjetovi su zelenkastobijeli, s 10 prašnika i pet latica, koji cvatu od lipnja do rujna. Plod je mesnata boba, otuda i ime bobičasta gušavica, koji su dok su mladi, zeleni, a kasnije pocrne.
Mladi listovi su jestivi i kuhaju se i jedu kao špinat.
Ime roda Cucubalus u Antici je označavao korovne biljke, a dolazi od cacos (loš) i ballos (bacati)